# Суарес, Арлин
Арлин Хосе Суарес Торрес (исп. Harlin José Suárez Torres; 28 июня 1994, Архона, Боливар) — колумбийский футболист, полузащитник.

## Биография
На старте взрослой карьеры включался в заявку клуба «Атлетико Насьональ», но в официальных матчах не играл. В 2014 году дебютировал в профессиональных соревнованиях в составе клуба второго дивизиона Колумбии «Экспресо Рохо». В 2015—2016 годах играл за клуб второго дивизиона «Депортиво Рионегро»/«Итагуи Леонес».
В 2017 году перешёл в клуб высшего дивизиона Колумбии «Атлетико Букараманга». Дебютировал в элите 4 февраля 2017 года в игре против «Альянса Петролера». В течение следующих трех сезонов играл в высшем дивизионе за «Атлетико Уила», «Онсе Кальдас» и «Альянса Петролера». В составе «Онсе Кальдас» в 2019 году сыграл 2 матча в Южноамериканском кубке. В 2021 году вернулся в «Уилу», где в первой половине года играл во втором дивизионе, а осенью — в высшем. В 2022 году выступал за «Депортиво Перейра», с которым стал победителем чемпионата Клаусура того же года.
В январе 2023 года перебрался в Европу и подписал контракт с финским клубом «КТП», однако уже через месяц, не сыграв ни одного официального матча, покинул клуб. В феврале 2022 года перешёл в клуб чемпионата Эстонии «Нарва-Транс». Дебютный матч в чемпионате сыграл 5 марта 2023 года против «Пайде». После окончания чемпионата не остался в команде.

## Достижения
- Чемпион Колумбии: 2022 (Клаусура)
- Обладатель Кубка Эстонии: 2022/23.